# Cage (Okucsány)
Cage falu Horvátországban, Bród-Szávamente megyében. Közigazgatásilag Okucsányhoz tartozik.

## Fekvése
Bródtól légvonalban 64, közúton 78 km-re északnyugatra, Pozsegától   légvonalban 37, közúton 50 km-re nyugatra, községközpontjától 3 km-re északra, a Psunj-hegység lejtőin, a Sloboština-patak partján fekszik.

## Története
A közelben talált régészeti leletek tanúsága szerint területe már az őskorban lakott volt. A Benkovacot Cagéval összekötő út közelében 1953-ban Marcel Gorenc azonosította a „Kućište” nevű lelőhelyet, ahol kézzel, korongolás nélkül durván, sok homokkal kidolgozott kerámiákat talált. A leletek korát Gorenc a neolitikumra, vagy a történelem előtti időszak késői szakaszára tette.
Az Okucsány-Benkovac úttól keletre a „Brod” nevű szántóterület északi részét átszelő mezei út mellett az „Otrnci” nevű lelőhelyen a tulajdonosok nagyobb tégladarabokat, építőanyag törmeléket és mozaikdarabokat találtak. 1955-ben és 1960-ban a teljes, mintegy száz négyzetméteres mozaikot feltárták, melyről bebizonyosodott, hogy egy nagyméretű, reprezentatív épület központi részén helyezkedett el. Az épület nyilvántalóan ókori villagazdaság, ún. „villa rustica” központi épülete volt. A leletek között az ókori kerámiák mellett római pénzeket is találtak. A falu északi részén az Okucsány-Pakrác főút mentén a Sloboština völgyében, a Selište nevű magaslat alatt a „Staro selo” lelőhelyen egy másik római villagazdaság maradványai találhatók. Malterral rakott kőfalak mellett az egykori fűtőrendszer és a falfestés maradványait is megtalálták.
A kora középkorban a lesnicai birtok feküdt az akkor Lesnicának, ma Sloboštinának nevezett patak mentén. A Szávától a Lesnica keleti partján a Psunj-hegységig terjedő birtok neve „Leznikmelléke” volt. A birtokot II. András 1210-ben kelt oklevele említi először, melyben a templomosok lovagrendjét megerősíti többek között az egykor Pozsega várához tartozott Lesnissa és Racessa földjeinek birtokában és leírja e földek határait. Lesnicát az 1495-ben és 1507-ben kelt oklevelek már „Lesnahegh” néven említik. A birtok központja Lesnica vára a falutól és az Okucsány-Pakrác főúttól keletre, a Psunj-hegység egyik 267 méteres magaslatán állt. A várat 1210 után a templomosok építették, majd a rend megszűnése után 1312-ben a johannitáké lett. 
Az 1332-1337-es pápai tizedjegyzék a Sloboština mellett említi a Szent Katalin, a Szent László és Szűz Mária templomokat. Ezek közül minden bizonnyal az egyik maradványait rejti a föld a falu határában a „Kula” nevű lelőhelyen, ahol ma csak egy alacsony falszakasz látható. Környékén faragott kövek töredékei találhatók. Nem messze temető nyomait is megtalálták több olyan trapézoid formájú kővel, melynek elülső részét kettőságú máltai kereszt díszíti.
A török 1536 és 1544 között foglalta el ezt a területet, melynek székhelye az innét keletre található Ság vára volt. A török uralom idején Boszniából pravoszláv szerbeket telepítettek ide. A térség csak 1687-ben szabadult fel a török uralom alól.
Az első katonai felmérés térképén „Dorf Czage” néven található. Lipszky János 1808-ban Budán kiadott repertóriumában „Czage” néven szerepel.  
Nagy Lajos 1829-ben kiadott művében „Czage” néven 162 házzal, 18 katolikus és 858 ortodox vallású lakossal találjuk.  A gradiskai határőrezredhez tartozott, majd a katonai közigazgatás megszüntetése után Pozsega vármegyéhez csatolták. 
1857-ben 175, 1910-ben 311 lakosa volt. Az 1910-es népszámlálás szerint lakosságának 93%-a szerb, 6%-a horvát anyanyelvű volt. Pozsega vármegye Újgradiskai járásának része volt. Az első világháború után 1918-ban az új szerb-horvát-szlovén állam, majd később (1929-ben) Jugoszlávia része lett. 
1991-től a független Horvátországhoz tartozik. 1991-ben lakosságának 93%-a szerb nemzetiségű volt. A délszláv háború során a település már a háború elején 1991 tavaszán szerb ellenőrzés alá került. 1995. május 2-án a „Bljesak-95” hadművelet második napján foglalta vissza a horvát hadsereg. A szerb lakosság legnagyobb része elmenekült. 2011-ben a településnek 426 lakosa volt.

## Lakossága
| Lakosság változása | Lakosság változása | Lakosság változása | Lakosság változása | Lakosság változása | Lakosság változása | Lakosság változása | Lakosság változása | Lakosság változása | Lakosság változása | Lakosság változása | Lakosság változása | Lakosság változása | Lakosság változása | Lakosság változása | Lakosság változása |
| ------------------ | ------------------ | ------------------ | ------------------ | ------------------ | ------------------ | ------------------ | ------------------ | ------------------ | ------------------ | ------------------ | ------------------ | ------------------ | ------------------ | ------------------ | ------------------ |
| 1857               | 1869               | 1880               | 1890               | 1900               | 1910               | 1921               | 1931               | 1948               | 1953               | 1961               | 1971               | 1981               | 1991               | 2001               | 2011               |
| 175                | 187                | 232                | 256                | 303                | 311                | 328                | 338                | 242                | 251                | 266                | 315                | 373                | 420                | 437                | 426                |

## Nevezetességei
- Lesnica vára a falutól és az Okucsány-Pakrác főúttól keletre, a Psunj-hegység egyik 267 méteres magaslatán, egy 140 méter hosszú és 50 méter széles területen állt, melyet két helyen is várárkok szeltek át. Így a várnak két nagyobb és egy kisebb része van, mely legkeletebbre helyezkedik el. A középső, ovális magaslat 40-szer 35 méteres, melynek déli részén 24-szer 12 méteres négyszögletes épületmaradványok látszanak. Tőle 5 méterre északra védőfal maradványai láthatók, mely a területet hosszában két részre osztja. A nyugati, 35-ször 35 méteres magaslaton épületmaradványok nem láthatók, csak két félköríves bemélyedés található. Talán itt lehettek a vár gazdasági épületei és kiszolgáló helyiségei. A vár területét régészetileg még nem tárták fel.

- Urunk mennybemenetele tiszteletére szentelt pravoszláv templomát a második világháború idején az usztasák lerombolták. Helyére egy másik épületet emeltek.

- Római villák maradványai az Otrnci és Staro selo lelőhelyeken.

- Középkori templom maradványai a Kula lelőhelyen.